# Francesc Olives
Francesc Olives (Reus, 1502 - Tarragona (?) post 1577) va ser un pintor català.
Era fill d'un pintor homònim, Francesc Olives, originari de Banyoles documentat a Tarragona el 1481 i a Reus el 1486, del qual, la seva obra més famosa n'era el Retaule de la Mare de Déu de la Bovera a Guimerà (l'any 1481), ara al Museu Episcopal de Vic. Es va iniciar en la pintura a Reus el 1517, amb el pintor Jaume Segarra, i després anà a viure a Tarragona, on es va casar el 1539. Cap al 1525 va pintar el retaule de Santa Oròsia per la Catedral de Tarragona, conservada al Museu Diocesà d'aquella ciutat. El 1527, associat amb Jaume Segarra i amb el pintor tarragoní Pere Homdedéu, va pintar el retaule de santa Maria Magdalena i Santa Susanna per la Confraria de Preveres de Reus, del que es conserven dues taules. Cap al 1535 va pintar un retaule de Maria Magdalena per la capella homònima de la Catedral de Tarragona. El 1547 va fer diversos retaules a Reus pel Gremi d'Assaonadors, avui perduts, i el 1553 va pintar uns retaules de Sant Cosme i Sant Damià per l'església de Vallmoll. El 1577 encara pintava a Reus un altre retaule dels mateixos màrtirs Cosme i Damià, i després d'aquell any no se'n coneixen més referències. El seu estil, encara que és goticista, ja presenta trets de les formes italianes coetànies.